# 狩勝信號場

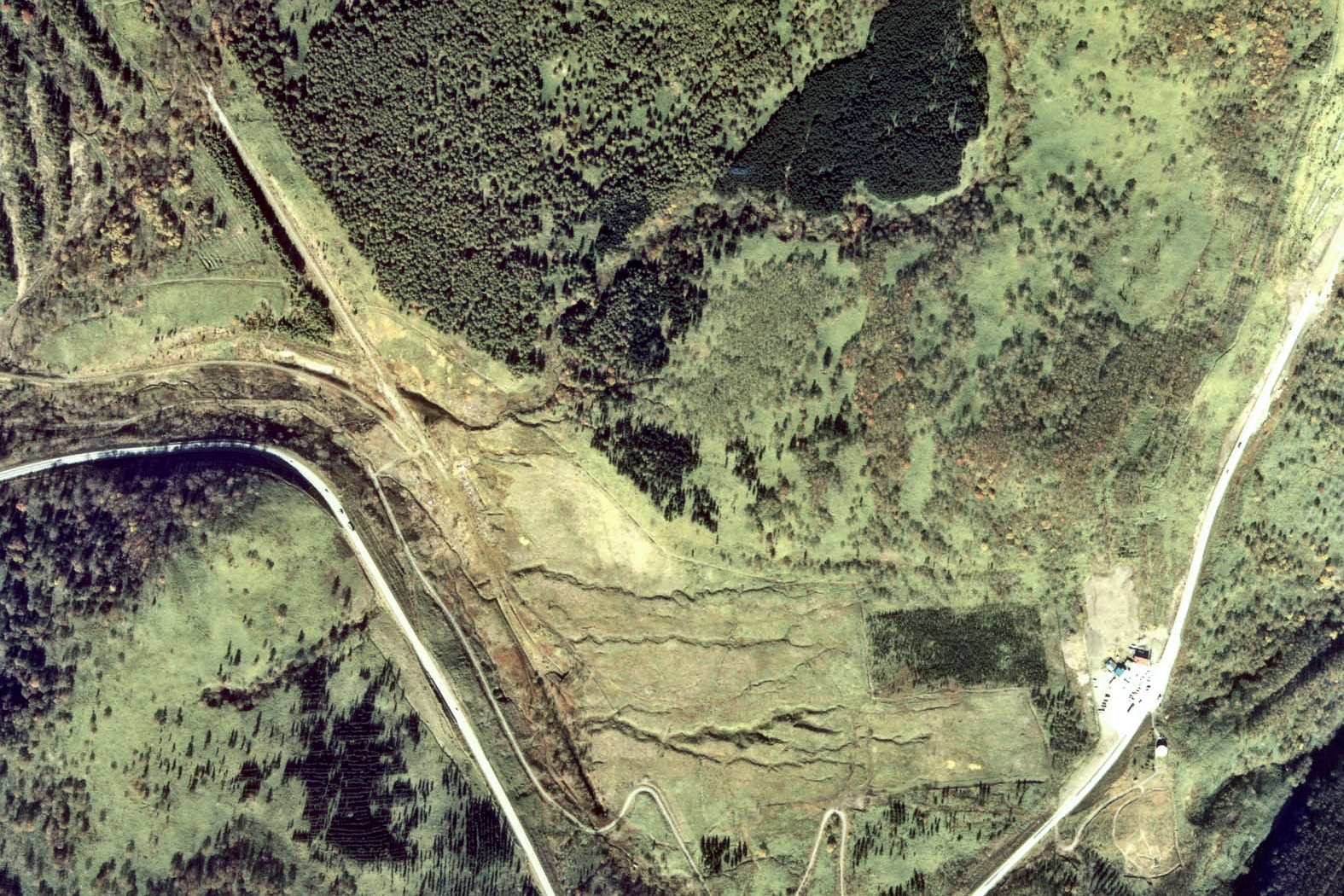
1977年拍攝的狩勝信號場遺址。左邊是落合方向，右邊是新得方向。約1×1.5公里範圍。中央靠左的斜線處為站內。中央向上延伸的是引上線，向下為折返線。在中央設有交叉渡線，從左邊中央至右邊下處逆S字形的走線是本線，在右下方（靠近新得一方）設有長約1公里的狩勝隧道。圖中中央靠下方的位置是隧道入口，圖中右邊中央下方設是隧道出口。在隧道上種植了防風雪林。

狩勝信號場（日语：／ Karikachi Shingō-jō */?）是位於北海道空知郡南富良野村（現時：南富良野町）落合，日本國有鐵道（國鐵）根室本線的號誌站（廢站）。事務管理碼為▲110409。
在1951年（昭和26年）起可讓乘客上下車，當時可被視為臨時乘降場。在1966年（昭和41年），隨著坡度較平緩的新線開通，此號誌站被廢除。

## 概要
在1907年（明治40年），後來成為根室本線的釧路線落合至帶廣之間開業，在此號誌站前後設有坡度達25‰的長距離斜坡區間（特別是靠近新內站 (日本)一方，幾乎全段坡度都是25‰）。在該區間的釧路線正是越過狩勝峠。當時為了設置蒸氣機車供水供煤設施而開設此站。當時並沒有號誌站這個車站類別，此停車場（車站）是不會處理客貨運業務等一般業務，因此實際上與號誌站的功能相同。在1922年（大正11年）正式變成號誌站。在戰後的1951年（昭和26年）開設客運業務。在昭和初期的資料，當時設有單式月台。在新內方向的本線連接狩勝隧道，該處引發戰後勞資糾紛的舞台，也是改用新線（新狩勝隧道）原因之一。

## 歷史
- 1907年（明治40年）9月8日：開設此停車場，該處設有供水和供煤的地方，沒有客運和貨運業務[3]。
- 1922年（大正11年）4月1日：變為號誌站[3]。
- 1951年（昭和26年）4月1日：容許乘客上下車（被視為臨時乘降場）[3][注 4]。
- 1966年（昭和41年）10月1日：隨著新線開始使用，此站被廢除[3]。
- 2009年（平成21年）：「狩勝信號場跡」被選為土木學會選獎土木遺產[4]。

## 構造
此號誌站的配線是可通過型折返式設計。本線於號誌站中間設有轉轍器和相交渡線，在轉轍器靠近新內一方設有引上線，靠近落合一方設有2條垂直的到發線，另外也有一條留置線，讓長時間停車的貨運列車停留。號誌站小屋是在轉轍器靠近到發線一方的東邊。這個相交渡線的佈局在國鐵號誌站常見。在離開號誌站的新內方向處設有隧道。此號誌站與常紋號誌站相同。
當列車進行列車交會或待避時，來自落合的下行列車會一度進入引上線，隨後後退進入到發線停靠。來自新內的上行列車在離開狩勝隧道後直接進入到發線，長時間停靠的貨運列車會進入留置線停靠。列車從此號誌站出發時，下行列車會直接駛入本線，然後隨即進入狩勝隧道，上行列車會一度後退至引上線，隨後折返進入落合一方的本線。

## 相鄰車站
日本國有鐵道（國鐵）
根室本線 舊線（已廢除）
落合－狩勝信號場－新內

## 注腳

## 相關項目
- 日本號誌站列表（日语：日本の信号場一覧）